# Zara Steiner
Zara Shakow Steiner (* 6. November 1928 in New York als Zara Alice Shakow; † 13. Februar 2020 in Cambridge) war eine britische Historikerin. Sie befasste sich mit britischer Außenpolitik und internationalen Beziehungen vom Ende des 19. Jahrhunderts bis in die 1950er Jahre.

## Biografie
Zara Steiners Vorfahren waren litauische Juden. Sie lernte in London George Steiner kennen und heiratete ihn 1955. Ende der 1950er Jahre war sie mit ihm in Princeton und ab Anfang der 1960er Jahre in Cambridge. 1965 wurde sie Fellow des New Hall College (heute Murray Edwards College) an der Universität Cambridge; 1995/96 war sie dessen Präsidentin. 1996 wurde sie emeritiert.
Von ihr stammen Bücher zur Vorgeschichte des Ersten Weltkriegs (mit Schwerpunkt Großbritannien) und des Zweiten Weltkriegs. Ihre zweibändige, rund 2000 Seiten umfassende Darstellung der europäischen Außenpolitik in den 1920er und 1930er Jahren wurde in angelsächsischen Ländern hochgelobt und gilt als Standardwerk.
2007 wurde sie Senior Fellow der British Academy.
Sie war Gastprofessorin an der London School of Economics und der Stanford University.
Sie starb zehn Tage nach ihrem Ehemann im Februar 2020.
Ihr Sohn David Steiner ist Dekan der School of Education des Hunter College in New York; ihre Tochter Deborah Steiner ist Professorin für Klassische Philologie an der Columbia University.

## Schriften
- The Foreign Office and foreign policy, 1898–1914, Cambridge University Press 1969, Ashfield Press 1986
- Britain and the Origins of the First World War, London: Macmillan 1977, 2. Auflage mit Keith Nelson, Macmillan 2003
- The Lights That Failed: European International History, 1919 to 1933, Oxford University Press 2005
- The Triumph of the Dark: European International History, 1933–1939, Oxford University Press 2011
- The State Department and the Foreign Service; the Wriston report – four years later, Center for International Studies, Princeton University 1958
- Present Problems of the Foreign Service, Center for International Studies, Princeton University 1961
- Herausgeber: The Times survey of foreign ministries of the world, Times Books 1982
- Herausgeber mit Ernest R. May, Richard Rosecrance: History and neorealism, Cambridge University Press 2010
  - darin von Steiner: The British decisions for peace and war 1938–1939: the rise and fall or realism, S. 129–154
- mit Michael G. Ekstein: The Sarajevo Crisis, in: F. H. Hinsley (Hrsg.), British Foreign Policy under Sir Edward Grey, Cambridge, London 1977, S. 397–410
- The league of nations and the quest for security, in R. Ahmann, A. Birke, M. Howards The quest for stability: problems of West European Security 1918–1957, Oxford UP 1993, S. 35–70
- Herausgeber und Einleitung: The league of nations in retrospect, De Gruyter 1983